# 東急バス大橋営業所
東急バス大橋営業所（とうきゅうバスおおはしえいぎょうしょ）は、かつて東京都目黒区大橋1丁目9-10に所在した東急バスの営業所である。主に渋谷駅 - 世田谷区各方面、目黒区北部、渋谷駅 - 大井町駅の路線を所管していた。営業所の略号は「O」を使用していた。最寄り停留所は「大橋」、最寄り駅は東急田園都市線（旧：新玉川線）池尻大橋駅。

## 概要
東急玉川線（玉電）廃止後のバス代替のため、1969年（昭和44年）まで東急玉川線大橋車庫が設置されていた場所に開設された。大橋ジャンクション建設のため立ち退きとなり、2002年（平成14年）に廃止された。
敷地内には東急バス本社が入る「大橋東急ビル」も併設されていたが、ビルはジャンクションの工事が本格化した2008年（平成20年）に本社が移転するまで残された。同年9月8日、目黒区東山三丁目の「東急池尻大橋」ビルへ本社を移転している。
なお、玉電の車庫からバス営業所への転換後、国道246号上の大橋電停につながる出入庫線も撤去されたが、その細長い跡地にニッポンレンタカー東急・大橋営業所の店舗が置かれていた。バス営業所の廃止に伴い、同店舗は国道246号沿いの池尻へ移転し、池尻大橋営業所と改称している。さらに大橋電停の前には丸井玉電大橋店が存在した。丸井撤退後は丸正食品目黒大橋店になっていたが、建物は建て替えられ、現在は成城石井池尻大橋店が立地する。

## 沿革

### 玉電代替からの出発
1969年（昭和44年）5月11日の玉川線（玉電）廃止に先立ち、廃止代替系統を運行するために開設された営業所である。

組織としては既存の不動前営業所を移転する形を取り、玉電廃止まであと4日と迫っていた5月7日、旧不動前営業所の活動終了と同時に、玉電大橋車庫の土地を使って開設された。
品川線など不動前が所管していた路線が開設と同時に移管された後、玉電代替の用賀線、新道線、松陰線などが加わった。東急では玉電代替系統用として110両もの新車を大橋に集中配備し、不動前からの移籍車も含めて156両の車両を擁する大規模な営業所となった。玉電代替には長尺車（社内呼称「ラッシュバス」）が優先的に使われ、渋谷と三軒茶屋の間はこの区間のみを折り返し運転していた渋01だけで毎日200便以上が運行されるというバス全盛時代だった。しかし、大橋だけでは足りず、渋04や渋12急行など一部が高津営業所所管となった他、瀬田営業所のグランド線、駒沢営業所の等々力線、弦巻営業所の成城線など玉川通り・世田谷通りを走る他営業所や小田急バス、都営バスといった他社の路線も玉電代替の役割を担った。
1977年（昭和52年）4月7日の新玉川線（現、田園都市線）開業に伴い、玉電代替系統は大幅に縮小された。玉電や新玉川線の線路に完全に沿っていた用賀線・池尻線が廃止になり、鉄道と一部並行しないという理由で存続した新道線も減便、急行が廃止された（後述）。高津が所管していた溝の口行きの渋04系統が旧道経由便として唯一存続するが、二子玉川までに短縮された後結局廃止になった。一方で、新玉川線の開業後も世田谷線へは三軒茶屋での乗り換えが必要となるため、渋谷から世田谷線沿線方面への直通バスが絶対不可欠という理由で松陰線と経堂線が存続された。
それ以降も系統の再編・移管が相次ぐ。新道線は1984年（昭和59年）の駒沢営業所閉鎖に合わせて行われたダイヤ改正の際、高津営業所に移管され、経堂線も松陰線との重複を理由に廃止、玉電代替の面影を残すのは松陰線のみとなった。

### 駒沢営業所からの路線移管
玉電代替路線の廃止で余裕のできた大橋営業所は、都営共管路線の衰退とともに規模を縮小していた駒沢営業所を実質的に吸収する形となる。駒沢閉鎖を目前にした1984年2月16日のダイヤ大改正では、営業所開設以来一貫して駒沢所管だった環七線と等々力線を引き受け、大田区を営業エリアに加えた。
これにより大橋営業所は規模を維持したが、1988年（昭和63年）、最盛期には新宿まで運転されていた野沢線が渋谷駅直通を取りやめ中目黒駅打ち切りのローカル線になる。

### 高速道路用地へ
1986年（昭和61年）、首都高速道路公団（現・首都高速道路会社）の投資計画で中央環状線西側の建設が内定。しかし、バブル景気の影響で都市計画決定は遅れ、1990年（平成2年）までずれ込んだ。大橋営業所の用地には大橋ジャンクションが建設されることとなり、元電車車庫という特異な土地の形状と、さらに不足する用地を補う目的や一帯の再開発事業のため、当営業所周辺の商店や住宅も同時に立ち退きの対象となった。東急はいずれ土地を手放すという道筋が決まり、大橋営業所は長期的に存続できなくなる方向となる。
しかし、バブル崩壊による首都高速道路公団の投資計画の狂いが大きく、用地買収は遅れていく。1999年（平成11年）、山手トンネルにかかる都市計画の変更決定を経て建設はいよいよ本格的に動き出す。東京急行電鉄交通事業部から独立した東急バスもこれに対応、大橋の受け持ち路線と車両を他営業所へ段階的に移管することにした。この際に野沢線が東急トランセ管理委託第1号路線に選ばれ、下馬営業所に移管された。
2002年（平成14年）3月15日、松陰線が弦巻営業所に移管され、玉電代替以来の系統がすべて姿を消すと、旧不動前営業所以来一貫して担当した品川線も同年7月15日限りで目黒営業所へ移管され、最後まで残った等々力線も同年9月15日限りで瀬田営業所に移管された。翌9月16日に大橋営業所は廃止され、33年間の歴史に終止符を打った。
営業所の廃止に伴い、出入庫を兼ねた「大橋車庫」、「大橋」発着便も廃止されたが、「大橋」停留所は以前と同じ位置に存続している。

## 廃止時の所管路線

### 等々力線
- 渋82：渋谷駅 - 大橋 - 三軒茶屋 - 駒沢 - 深沢不動前 - 等々力
- 渋82：大橋 - 三軒茶屋 - 駒沢 - 深沢不動前 - 等々力（出入庫系統）

1984年（昭和59年）2月16日に東82（東京駅八重洲口 - 渋谷駅 - 等々力）の都営バスとの共同運行取りやめ・渋谷駅を境にした分割により登場した系統で、分割時に駒沢営業所から移管されている。
2002年9月15日の大橋営業所最終営業日まで残存した唯一の路線で、翌日以降は瀬田営業所への移管とともに東急トランセ委託路線となっている。

## 営業所廃止前に廃止・移管された路線

### 池尻線・用賀線
池尻線
- 渋01：渋谷駅 - 大橋 - 三軒茶屋

用賀線
- 渋02：渋谷駅 - 大橋 - 三軒茶屋 - 駒沢 - 用賀折返所
- 渋03：渋谷駅 - 大橋 - 三軒茶屋 - 駒沢 - 桜新町 - 用賀 - 瀬田 - 二子玉川園駅（現・二子玉川駅）

下記の新道線・砧線・松陰線同様、玉電廃止代替路線として設定された系統だが、これらの系統は新玉川線開業に伴い、直後の1977年（昭和52年）4月15日限りで廃止された。なお、渋01には渋谷駅 - 三軒茶屋間直通（直行運転）、渋02には急行運転があった。渋03は玉川線の経路に沿った路線で、同区間には他に渋04（渋谷駅 - 二子玉川 - 溝の口駅、高津営業所所管）があった。

渋03は廃止後、渋04の短縮により復活した（高津営業所所管）が、1982年6月16日に廃止された。
なお、用賀線の路線名は現在、用01が使用している。

### 新道線・砧線
新道線
- 渋12：渋谷駅 - 大橋 - 三軒茶屋 - 駒沢 - 深沢八丁目 - 瀬田 - 二子玉川園駅（高津営業所と共管）
- 渋13：渋谷駅 - 大橋 - 三軒茶屋 - 駒沢 - 深沢八丁目 - 瀬田 - 二子玉川園駅 - 吉沢 - 砧本村（1984年3月16日から1988年2月15日まで高津営業所と共管）

砧線
- 玉06：二子玉川 - 吉沢 - 砧本村（目黒営業所と共同運行）
- 玉06：大橋 - 三軒茶屋 - 深沢八丁目 - 二子玉川 - 吉沢 - 砧本村（出入庫のみ）

玉電の経路に沿う渋03・渋04に対し、新町一丁目 - 瀬田間で玉川通り（国道246号）の新道を経由する路線。玉06は砧線の代替路線で、当初は鉄道時代と同じ「砧線」の路線名であった。
両系統とも玉電営業終了の翌日となる1969年（昭和44年）5月11日に運行を開始した。当初は渋12に急行運転があり、途中三軒茶屋、駒沢、瀬田のみに停車していた。また急行の一部に高津営業所が担当する便もあった。
1970年（昭和45年）、清水線の目黒営業所移管に伴い玉06も一部目黒担当に変わり共管となる。これは、新道線と同時に新設された黒03系統との兼ね合いであった。
1977年（昭和52年）4月7日の新玉川線の開業に合わせて、玉電代替の主力系統だった池尻線・用賀線は全便廃止となったが、新道線は鉄道と重複しない区間があるという理由で運行が継続された。しかし、急行便はこの時に廃止されて普通のみとなり、高津は渋12から一旦退いた。ちなみに新道経由の路線は本路線以外に久地線こと渋14（渋谷駅 - 二子玉川 - 向ヶ丘遊園駅）もあったが、渋14は1979年（昭和54年）4月、渋谷駅 - 瀬田間を廃止して用賀駅始発に変更の上、向02となった。
1984年（昭和59年）3月16日付で渋12の全便、渋13のうち玉06の出入庫となる便を除いた大半の便が高津に移管された。これにより今度は渋13が大橋と高津の共管になる。さらに、1988年（昭和63年）2月15日限りで黒03が廃止になったため、玉06は目黒との共管を終了、同時に高津へ移管された。これにより出入庫となる渋13も高津に移管され共管を終了。砧線は新道線に編入された。

その後も渋13は存続したが、1997年（平成9年）3月16日限りで廃止。この結果、両系統は路線名こそ同じながら運行形態上完全に分断された。

### 松陰線
- 渋21：渋谷駅 - 大橋 - 三軒茶屋 - 上町駅

玉電廃止代替路線の一つで、玉川線 - 支線（世田谷線）間の直通需要向けに設定されたもの。大橋営業所開設以来の所管路線であったが、2002年3月16日付で東急トランセ委託の上弦巻営業所に移管。渋23系統・千歳線と統合され現在に至る。

### 経堂線
- 渋22：渋谷駅 - 大橋 - 三軒茶屋 - 上町 - 経堂駅

都営バスと共管の東京駅直通路線だった東84（東京駅丸の内南口 - 渋谷駅 - 経堂駅、東急は弦巻営業所所管）が、1974年（昭和49年）8月26日付で渋谷駅を境に分断され、渋谷以西が東急単独となって登場した。しかし、独自区間が上町 - 経堂間のごく一部しかなく、松陰線との路線重複を理由に1984年（昭和59年）2月15日限りで廃止された。なお、渋谷駅 - 経堂駅間の直行系統は、現在小田急ハイウェイバスの渋54（淡島・梅ヶ丘経由）が運行されている。

### 品川線
- 渋41：渋谷駅 - 大橋 - 中目黒駅 - 大鳥神社 - 大崎駅 - 大井町駅
- 渋41：大橋 - 中目黒駅 - 大鳥神社 - 大崎駅 - 大井町駅（出入庫系統）

不動前営業所からの移管以来の所管路線であったが、2002年（平成14年）7月16日付けで目黒営業所に移管。

### 野沢線
- 宿97：新宿駅東口 - 渋谷駅東口 - 中目黒駅 - 下馬一丁目 - 世田谷観音 - 世田谷野沢（現、野沢龍雲寺）（都営バス目黒営業所と共同運行）
- 渋70：渋谷駅東口 - 中目黒駅 - 下馬一丁目 - 世田谷観音 - 世田谷野沢
- 中目01：中目黒駅 → 下馬一丁目 → 東京学芸大学附属高校→ 野沢龍雲寺 → 世田谷観音 → 下馬一丁目 → 中目黒駅

不動前から目黒を経て大橋に移管された路線だった。大橋移管当初は都営バスと共同運行で新宿駅まで行く宿97系統だったが、東京都交通局の第2次再建計画に伴う路線再編成のため1977年（昭和52年）12月15日限りで都営が撤退、相互乗り入れ中止となり廃止された。
以降は東急単独で渋谷駅までに短縮された渋70系統として運行されていたが、1984年2月16日の駒沢営業所廃止を控えた再編成の際、区間便である中目01が運行を開始。1988年（昭和63年）2月15日限りで渋70は廃止、中目01に一本化された。
1993年（平成5年）の野沢龍雲寺折返所の廃止により、下馬一丁目 - 野沢龍雲寺間が渋32と同様の右回り一方向循環に変更された。
1999年（平成11年）8月1日付で下馬営業所へ移管し、東急トランセ委託路線第一号となった。

### 清水線
- 黒02：目黒駅 - 大鳥神社 - 清水 - 都立大学駅北口 - 等々力七丁目 - 上野毛駅 - 二子玉川園前（現・二子玉川駅）
- 黒03：目黒駅 - 大鳥神社 - 清水 - 都立大学駅北口 - 等々力七丁目 - 上野毛駅 - 二子玉川園前 - 吉沢 - 砧本村

不動前営業所廃止時の所管路線であったため、同営業所廃止により大橋営業所に移管されていた時期がある。黒03は渋13・玉06と同じ砧線廃止代替路線である。

### 大橋線
- 反42：五反田駅 - 大崎広小路 - 大鳥神社前 - 中目黒駅 - 大橋 - 三軒茶屋 - 世田谷区役所入口 - 向天神橋 - 駒沢 - 深沢不動前 - 等々力 - 等々力操車所

祖師谷線の元になったとされる不動前からの引き継ぎ系統。1974年5月19日限りで廃止され、世田谷区役所入口 - 等々力操車所間が祖師谷線として残った。

### 祖師谷線
- 等11：等々力操車所 - 等々力 - 深沢不動前 - 駒沢 - 上町 - 農大前 - 千歳船橋 - 祖師谷大蔵（現・山野小学校）

大橋線のリニューアルに伴って登場し、当初は大橋営業所の所管路線であった。1981年（昭和56年）5月の路線再編成で沿線にあった駒沢営業所へ移管されるが、同営業所の廃止により弦巻営業所に再移管。2000年（平成12年）3月1日付で東急トランセ管理委託となり、現在に至る。

### 環七線
- 森91：大森操車所 - 大森駅 - 馬込駅 - 洗足駅入口 - 野沢龍雲寺 - 上馬 - 若林駅前 - 新代田駅前
- 森91：大森操車所 - 大森駅 - 馬込駅 - 野沢龍雲寺 - 上馬 ← 三軒茶屋 ← 大橋（出入庫系統）
- 森91：大橋 → 三軒茶屋 → 上馬 - 若林駅前 - 新代田駅前（出入庫系統）

1984年2月16日付で駒沢営業所から移管された。移管以前は都営バス杉並営業所との共同運行による宿91（大森操車所 - 新代田駅 - 新宿駅西口）であったが、同日の共同運行取りやめと分割とともに系統番号が変更された。
1999年10月16日に下馬営業所に移管し、東急トランセ委託路線となった。その後、2014年6月には弦巻営業所に移管された。

### 成城線
- 渋24：渋谷駅 - 大橋 - 三軒茶屋 - 上町 - 農大前 - 大蔵病院前（現、成育医療研究センター前） - 成城学園前駅（小田急バス狛江営業所と共同運行）
- 渋24：大橋 - 三軒茶屋 - 上町 - 農大前 - 大蔵病院前 - 成城学園前駅（出入庫系統）
- 渋24：上町 - 農大前 - 大蔵病院前 - 成城学園前駅（折返系統）

弦巻営業所の東急トランセ委託に向けた準備のため、1999年（平成11年）10月16日付で大橋に移管されてきた。2000年（平成12年）11月16日付でトランセ委託の上、弦巻に復帰。

### 渋谷空港線
- 羽田空港 - 渋谷駅（渋谷マークシティ）（東京空港交通羽田運行事業所、京浜急行電鉄京浜島営業所＝現・京浜急行バスと共同運行）

東急バス初の都区内発羽田空港リムジンで2000年（平成12年）7月19日に開設、当初は大橋営業所の所管路線であった。2001年5月16日付で東急トランセ管理委託の上弦巻へ移管。その後、京浜急行の担当営業所が当初の京浜島から新子安営業所に変更された上、東急トランセも2014年（平成26年）9月1日付で下馬営業所へ再移管、そして2016年（平成28年）7月13日付で東急バスへの委託から東急トランセの自社路線へと移行した。

## 車両
営業所設立当初は玉電代替バスがあり、100両を超える新車の納車があったため、当時の主力メーカーだった日産ディーゼル工業（現・UDトラックス）製の4Rシリーズ）だけでは追いつかず、日野自動車（ブルーリボンHT/HU）、いすゞ自動車（BU）、三菱重工業（その後三菱自動車→三菱ふそうトラック・バス。MR）の国内4メーカーすべてが揃っていた。この頃は長尺車が中心で、各メーカーの長尺車が揃ったのは都内では大橋営業所だけだった。
玉電代替バスの縮小により、長尺車は淡島、駒沢、弦巻、瀬田、目黒、池上、高津、新羽など他の営業所へ転出し、他の都内の営業所と同じ大型短尺車が導入されるようになった。
UD指定だった駒沢営業所の廃止により転入した車両もあり、2000年11月に成城線が弦巻営業所へ再移管されるまで一定数のUD車が残っていた。UD車では1994年度のO1401 - 1403号車（UA440系）が最後の新規配置となり、成城線の弦巻再移管時に弦巻営業所へ転出している。
後期には日野が比率を増し、大橋営業所への新規配置は1999年度の日野ノンステップ車O1833 - 1835号車（ブルーリボンノンステップ）が最後で、廃止時に目黒営業所へ転出した。
大橋営業所の特徴的な車両として、日野・ブルーリボンHUのリフト車があり、バリアフリー対策として中扉に車椅子用リフトを設置した改造車が配置されていた。O1348（U-HU2MLAA、1995年式）、O1534（KC-HU2MLCA、1996年式）の2台で、いずれもホイールベース4.8mの短尺車。リフトバスはエアサスのHUで導入された。リフトバス2台は中扉がグライドスライドドアとなっていた（通常は引戸）。またリフトバスであることを示す車椅子マークと「リフトバス」の文字が描かれたステッカーが貼られていた。
リフトバス2台は、廃止時に弦巻営業所へ転出し（T1348、T1534）、主に松陰線で運用され、除籍まで弦巻に所属した。2005年（平成17年）12月1日に導入されたバスロケーションシステム「東急バスナビ」では、車椅子利用者のためリフトバスの走行位置が表示され、パソコンや携帯電話で見ることができた。
T1534は除籍後に北海道中央バス（江別営業所）に移籍したが、東急バスから北海道中央バスへの移籍例はきわめて稀である。北海道中央バスへの移籍後は、リフトが撤去され寒冷地仕様への改造が施された上、幕式行先表示器がLED式に交換されたが、中扉のグライドスライドドアで容易に識別できた。北海道中央バスへの移籍車（札幌200か2601）は同社でもすでに除籍されている。